# Necropoli di Monte Siseri
La necropoli di Monte Siseri è un importante sito archeologico situato nella Sardegna nord-occidentale; appartiene amministrativamente al comune di Putifigari (SS) a 23 chilometri da Alghero e 27 da Sassari. Le indagini di scavo effettuate nel 1989 dall'archeologo Giovanni Maria Demartis hanno permesso di ascrivere la necropoli al Neolitico finale – Eneolitico (3200 - 2600 a.C.).
Nel 2025 il sito è stato inserito, assieme ad altre domus de janas presenti nell'isola, nella lista dei patrimoni dell'umanità dell'UNESCO.

## Descrizione
Il sepolcreto è costituito da quattro domus de janas ricavate in un affioramento di roccia tufacea situato alle falde del monte da cui la necropoli prende il nome. Fra queste spicca quella conosciuta come "tomba dell'architettura dipinta" o "de s'incantu" (dell'incanto) - una delle più spettacolari della Sardegna - nella quale la qualità delle decorazioni presenti mostrano l'elevato grado artistico raggiunto durante il Neolitico dall'arte ipogeica sarda.
La domus, il cui ingresso è preceduto da un lungo corridoio, il dromos, ha sezione planimetrica a T: è formato da una piccola anticella quadrangolare che, attraverso un portello, immette in un ampio vano rettangolare; qui, nelle pareti laterali si aprono due cellette.
La parte più interessante, il vano centrale, misura 5,90 x 3,30 m e 2,20 m in altezza. Due pilastri a sezione quadrata "sostengono" il soffitto, quest'ultimo rappresentato artisticamente come un tetto a doppio spiovente composto da trave e travetti trasversali - nei quali si distingue ancora la pittura originaria rosso e nera - imitazione dei soffitti delle coeve abitazioni. La parete frontale è decorata da una falsa porta con doppia cornice incassata, ad di sopra della quale sono scolpite tre lunghe protomi taurine, a simboleggiare il dio Toro o della fertilità, che percorrono la parete per tutta la lunghezza. Di fronte, sul pavimento, risalta una coppella emisferica, circoscritta da quattro cerchi concentrici - quello esterno del diametro di circa un metro - atta forse a contenere le offerte ai defunti.
Ai lati del vano due portelli corredati di cornici a triplice incasso immettono in altrettante cellette, prive di decorazioni, dove presumibilmente venivano deposti i corpi dei morti.
Nell'affioramento roccioso all'esterno della domus, sono ricavate diverse coppelle e vaschette, oltre ad una serie di canalette che evitavano l'allagamento della tomba da parte dall'acqua piovana.

## Galleria d'immagini

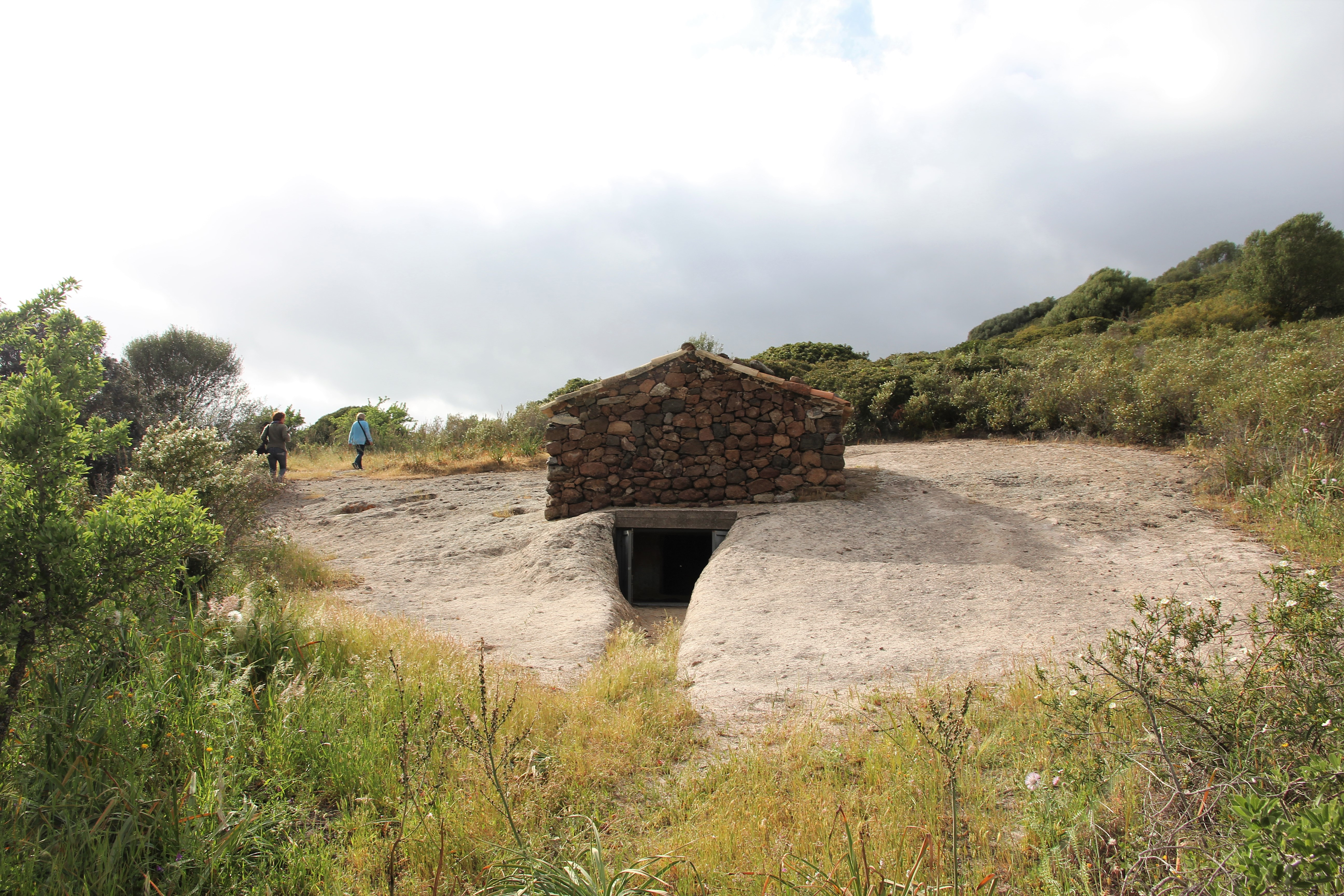
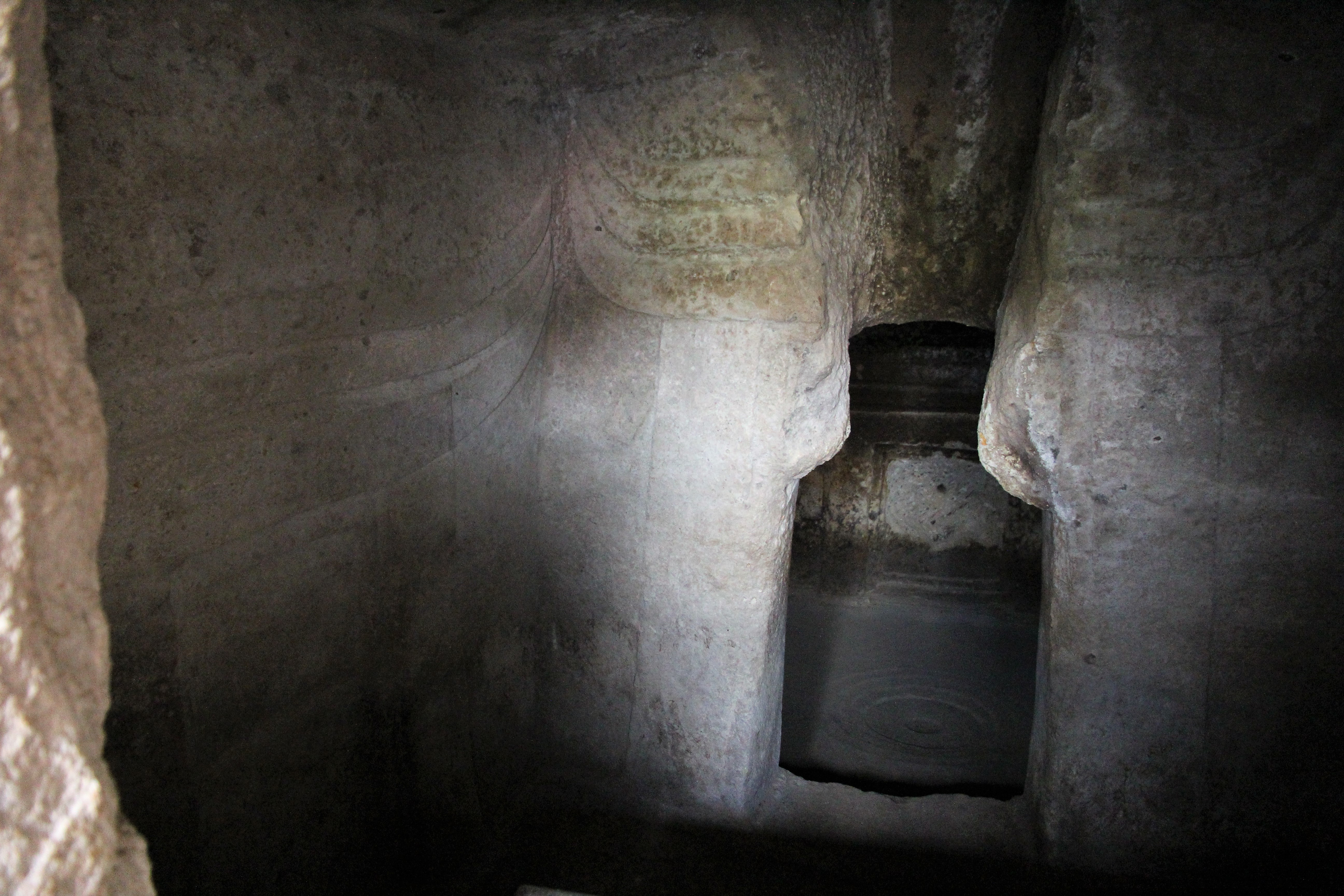
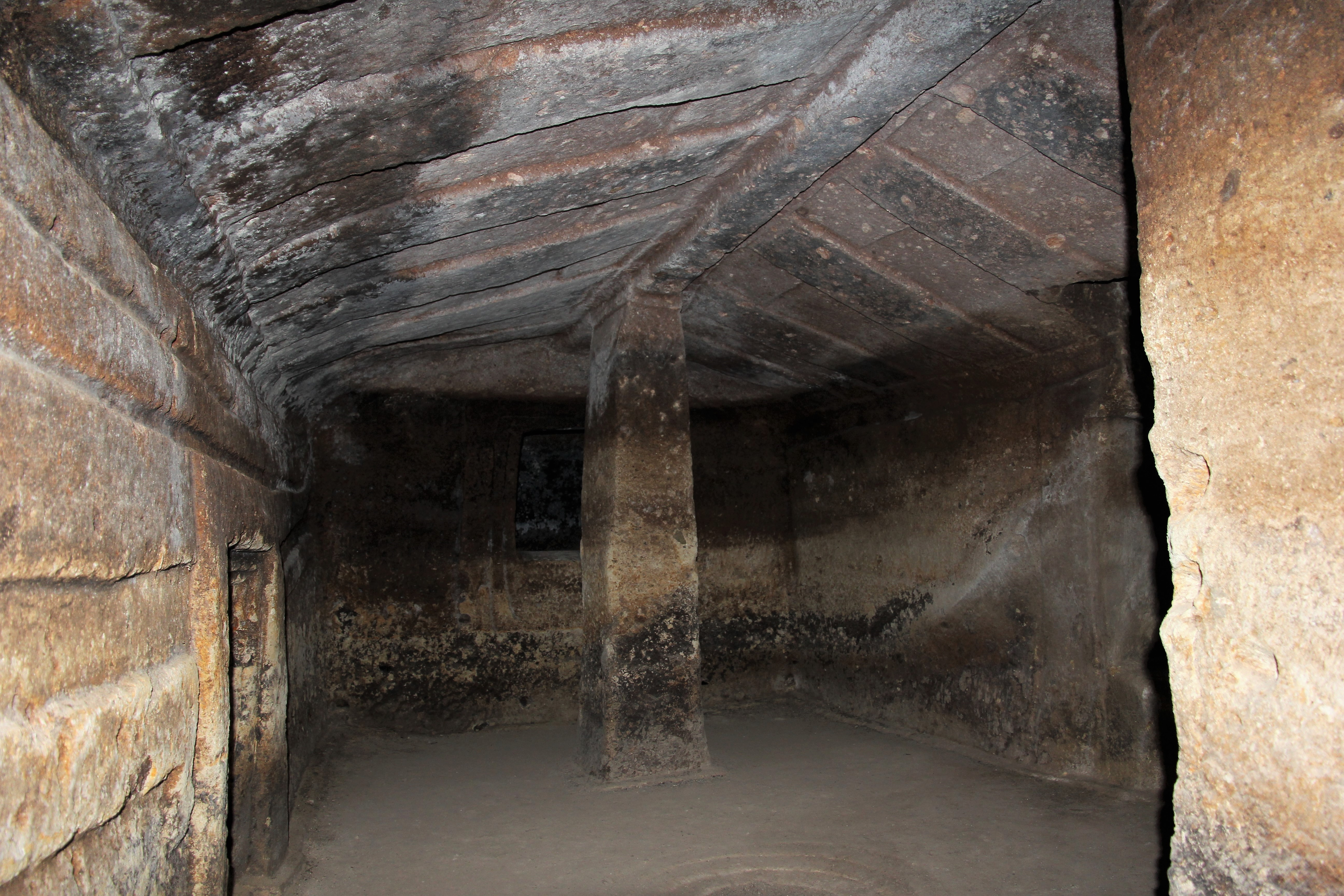
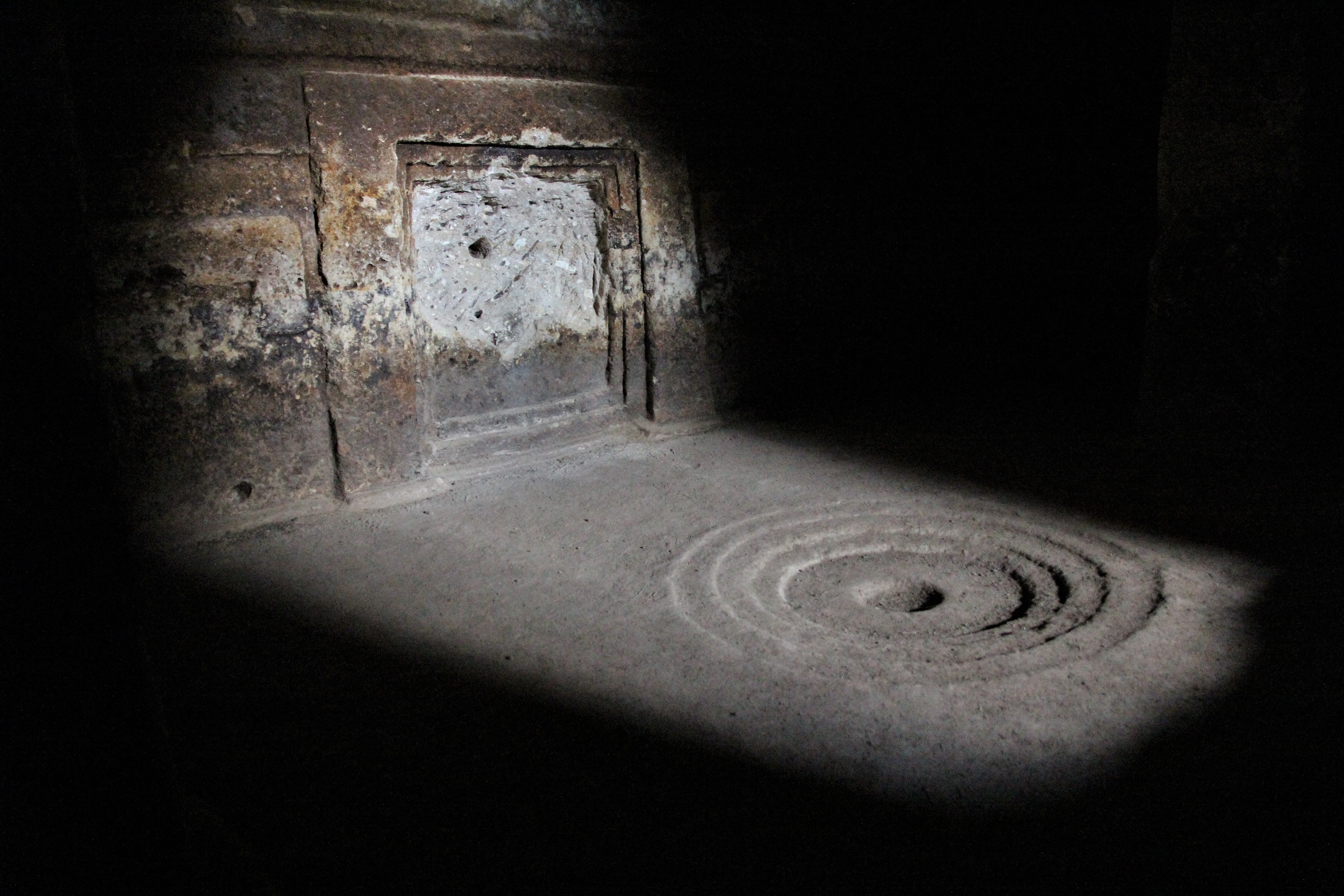
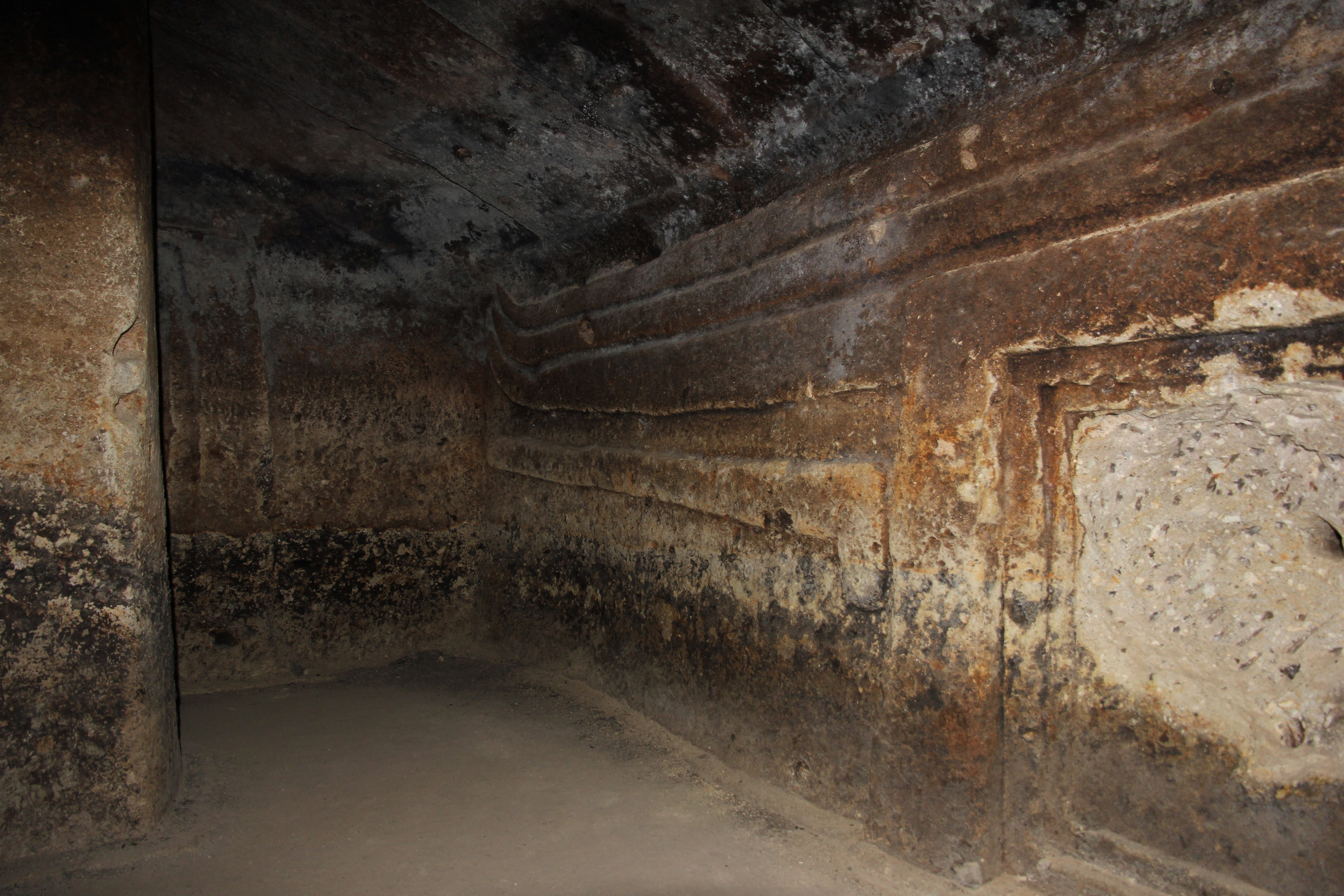
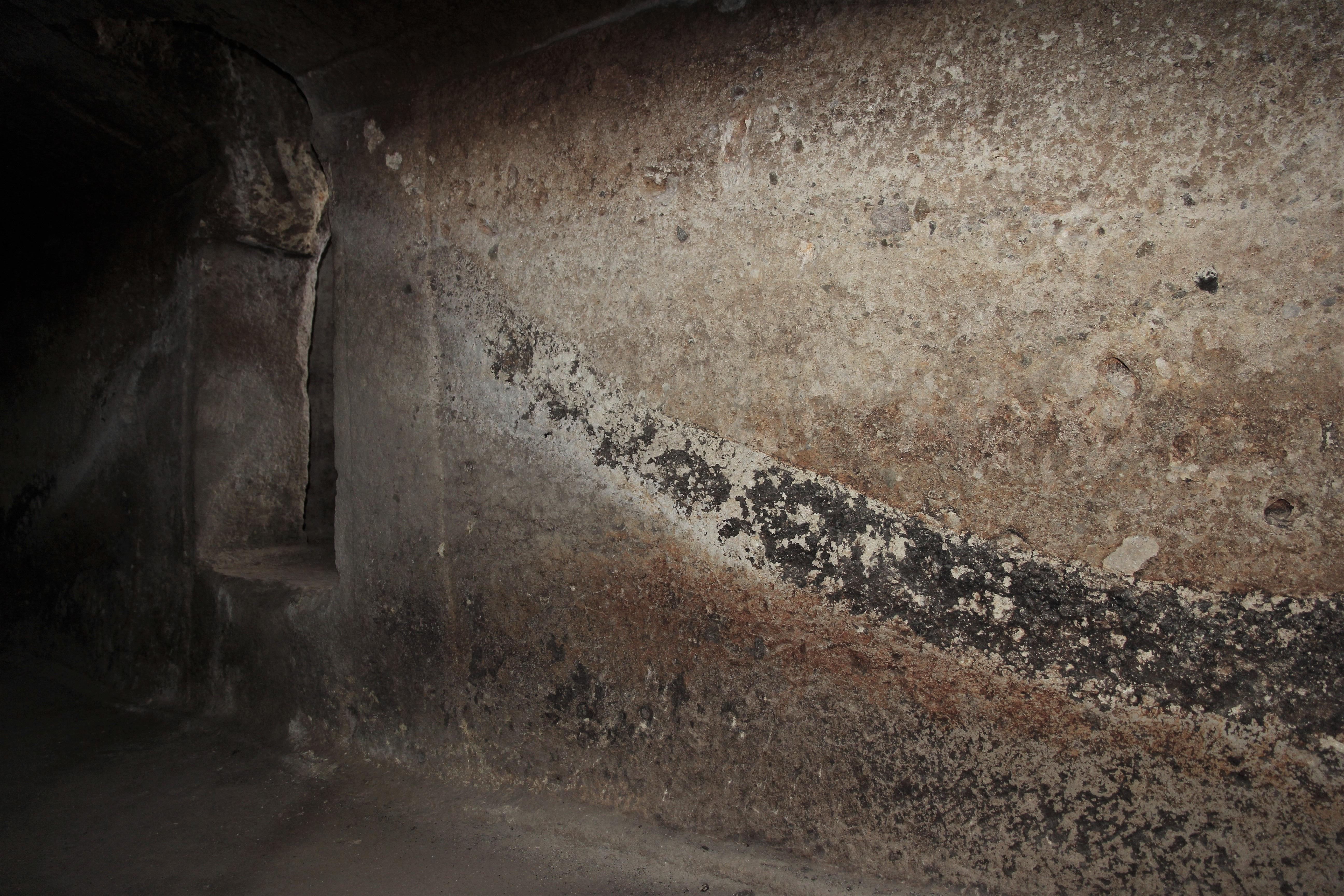
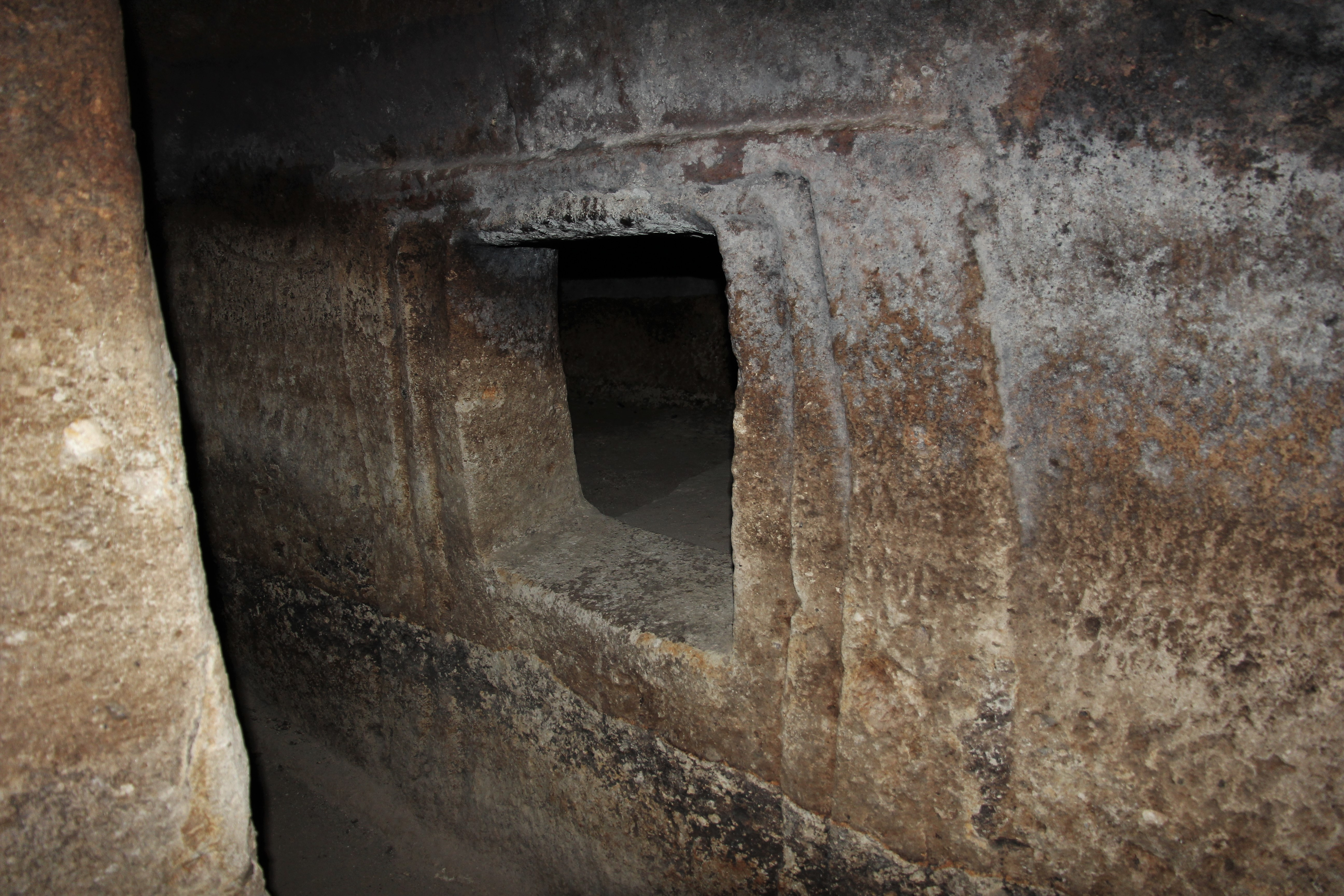
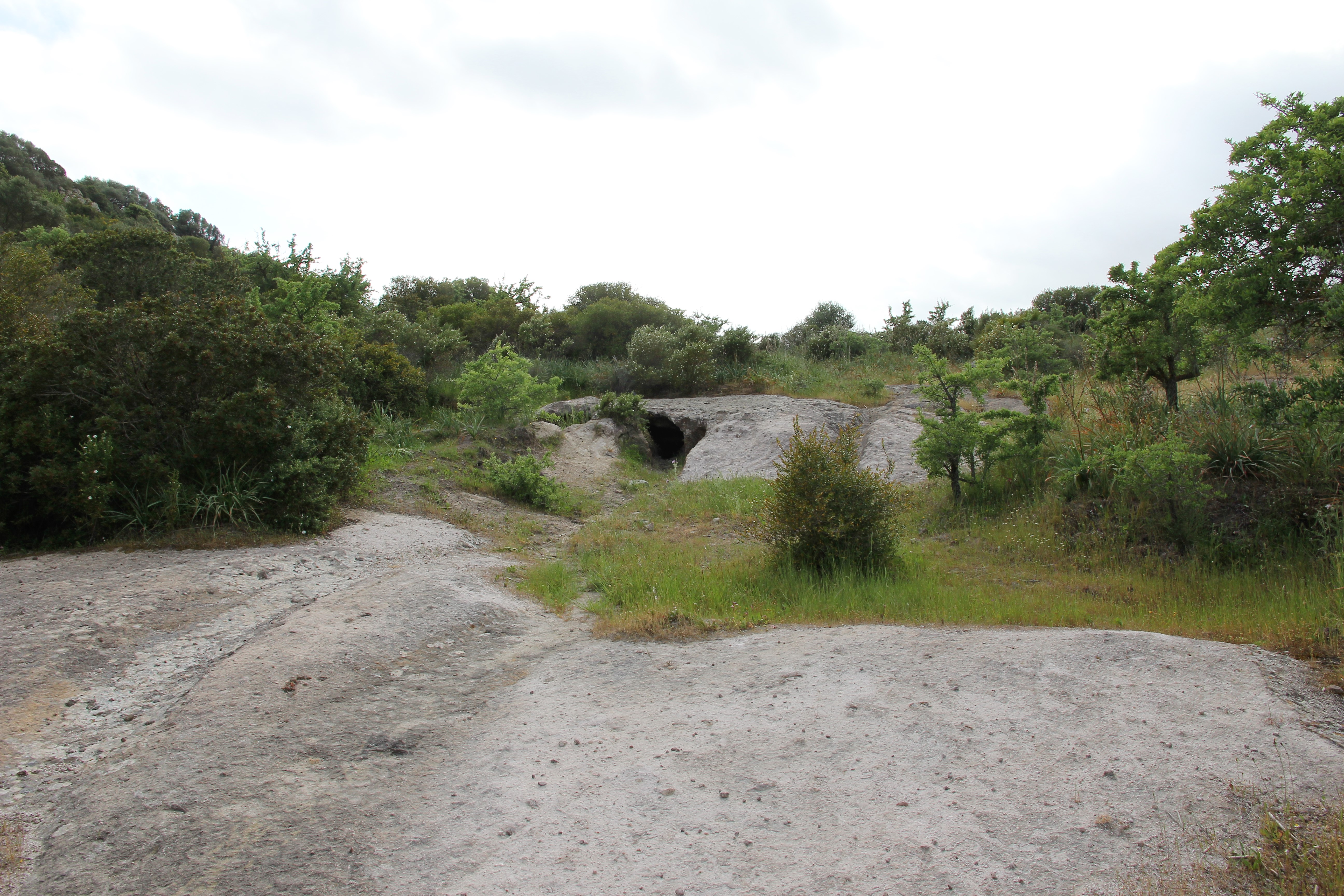